# Wola Ładowska
Wola Ładowska – wieś w Polsce położona w województwie mazowieckim, w powiecie sochaczewskim, w gminie Iłów.
Sołectwo Wola Ładowska-Łady tworzą wsie Wola Ładowska i Łady.
W latach 1975–1998 miejscowość administracyjnie należała do województwa płockiego.